# Ciliaria caudata
Ciliaria caudata är en svampart som beskrevs av W.D. Buckley 1924. Ciliaria caudata ingår i släktet Ciliaria och familjen Pyronemataceae.   Inga underarter finns listade i Catalogue of Life.